# پراکندگی بریلوئن
پَراکندگی بِریلوَن یا پَراکُنِش بِریلوَن، برگرفته از نام لئون بریلوین، زمانی رخ می‌دهد که نور در یک محیط (مانند هوا، آب یا کریستال) با تغییرات چگالی اپتیکی وابسته به زمان واکنش می‌دهد و انرژی (فرکانس) و مسیر آن را تغییر می‌دهد. تغییرات چگالی ممکن است ناشی از مدهای آکوستیکی مانند فونون‌ها، مدهای مغناطیسی مانند مگنون‌ها، یا گرادیان‌های دمایی باشد. همانند فیزیک کلاسیک زمانی‌که محیطی تغییرات ضریب شکستی اش فشرده دارد، و کسری از موج نور عبوری با این تغییرات ضریب شکست واکنش می‌دهد، محیط مثل یک توری پراش سه بعدی عمل کرده و نور منحرف می‌شود؛ بنابراین موج صوتی نیز هنگام انتشار نور را دچار یک شیفت دوپلری می‌کند و در نتیجه فرکانس آن را تغییر می‌دهد.

## سازوکار
از دیدگاه کوانتومی، پراکنش بریلوَن واکنشی است بین یک موج الکترومغناطیسی و موج چگالی (پراکنش فوتون-فونون)، موج اسپینی مغناطیسی (پراکنش فوتون-مگنون)، یا یک شبه ذره فرکانس پایین دیگر. پراکنش ناکشسان است: فوتون ممکن است انرژی از دست دهد ویک شبه ذره بسازد (فرایند استوکس) یا اینکه یک شبه ذره نابود شود و فوتون انرژی کسب کند (فرایند ضداستوکس). این جابجایی در فرکانس فوتون، شیفت بریلوَن، معادل است با اندرکنش فونون یا مگنون و بنابراین پراکنش بریلوَن می‌تواند برای اندازه‌گیری انرژی‌های فونون یا مگنون به کار رود. شیفت بریلوَن معمولاً با استفاده از یک اسپکترومتر بریلوَن بر پایه تداخل سنج فابری پرو اندازه‌گیری می‌شود.
 *در تصویر روبرو تداعی یک موج چگالی را مشاهده می‌کنید. 

## رابطه آن با پراکنش ریلی
پراکنش رِیلی را نیز می‌توان ناشی از افت و خیز در چگالی، ترکیب و جهت‌گیری ملکول‌ها، و همچنین ضریب شکست در حجم کمی از ماده (خصوصاً در گازها یا مایعات) دانست. تفاوت در اینست که پراکنش ریلی فقط در افت و خیزهای حرارتی رندم و ناهمدوس رخ می‌دهد. درحالی‌که پراکنش بریلوَن در افت و خیزهای متناوب و همبسته (فونون‌ها) دیده می‌شود.

## ارتباط آن با پراکنش رامان
پراکنش رامان پدیده دیگری است که شامل فرایندهای پراکنش ناکشسان نور با ویژگی‌های ارتعاشی ماده است. مرتبه شیفت فرکانسی آشکار شده و همچنین نوع اطلاعات استخراج شده از نمونه، خیلی متفاوت هستند. پراکنش بریلوَن در پراکنش فوتون‌ها از فونون‌های فرکانس پایین غالب است، درحالی‌که برای پراکنش رامان فوتون‌ها توسط اندرکنش با گذارهای ارتعاشی و چرخشی در تک ملکول‌ها پراکنده می‌شوند؛ بنابراین این دو تکنیک اطلاعات کاملاً متفاوتی را از نمونه به‌دست می‌دهند:اسپکتروسکوپی رامان برای تعیین ترکیب شیمیایی و ساختار ملکولی بکار می‌رود، درحالی‌که پراکنش بریلوَن مشخصات را در یک مقیاس بزرگتر می‌سنجد-مانند رفتار کشسان. از نظر تجربی نیز شیفت‌های فرکانسی در پراکنش بریلوَن با تداخل سنج آشکارسازی می‌شوند، درحالی‌که چیدمان رامان می‌تواند برپایه تداخل سنج یا اسپکترومتر پاشنده (توری) باشد.

## پراکنش بریلوَن برنگیخته
برای پرتوهای شدت بالا (مثل نور لیزر) که در محیطی مانند فیبر نوری انتشار پیدا می‌کنند، تغییرات میدان خود پرتو ممکن است به واسطه الکتروتنگش (تغییرشکل بر اثر میدان الکتریکی، معکوس اثر پیزوالکتریک) ارتعاشات آکوستیکی در ماده ایجاد کند. پرتو ممکن است در اثر این ارتعاشات دچار پراکنش بریلوَن شود که معمولاً در خلاف جهت پرتو ورودی بوده و با نام پراکنش بریلوَن برنگیخته شناخته می‌شود. برای مایعات و گازها جابجایی‌های فرکانسی نوعاً از مرتبه ۱–۱۰ گیگاهرتز (شیف طول‌موجی حدود ۱–۱۰ پیکومتر برای نور مرئی) هستند. پراکنش برنگیخته بریلوَن اثری است که می‌تواند در جایگاه همیوغ فاز اپتیکی قرار گیرد (یعنی همانند آینه همیوغ فازی نور را در جهت خودش بازتاب می‌کند).

## پیشینه
پراکنش ناکشسان نور توسط فونون‌های آکوستیکی برای اولین بار توسط لئون بریلوَن در سال ۱۹۲۲ پیش‌بینی شد. باور بر اینست که احتمال چنین پراکنش قبلاً در سال ۱۹۱۸ توسط لئونید مندلشتام تشخیص داده شده بود اما وی آن را در سال ۱۹۲۶ چاپ کرد. برای اعتبار بخشیدن به مندلشتام، این اثر پراکنش بریلوَن-مندلشتام نیز نامیده می‌شود.
فرایند پراکنش القایی بریلوَن اولین بار در سال ۱۹۶۴ توسط chiao و همکارانش مشاهده شد. جنبه همیوغ فازی اپتیکی این اثر در سال ۱۹۷۲ توسط داویک زل (Zel’s dovich) و همکارانش کشف شد.

## حسگرفیبر نوری
پراکنش بریلوَن همچنین می‌تواند برای تشخیص تنش مکانیکی و دما در فیبرهای نوری بکار رود.